# Exoprosopa sharonae
Exoprosopa sharonae är en tvåvingeart som beskrevs av Johnson 1959. Exoprosopa sharonae ingår i släktet Exoprosopa och familjen svävflugor.
Artens utbredningsområde är Utah. Inga underarter finns listade i Catalogue of Life.